# Aage Jeppesen
Aage Jeppesen (født 1894, ukendt dødsdato) var en dansk maler.
Aage Jeppesen, (signatur Aage Jeppesen), blev født 1894 som søn af maleren Hans Jakob Jeppesen (signatur Jacques Jeppesen).
Aage Jeppesen blev gift med Barbara Kirstine f. Hansen. De fik i 1936 sønnen Mogens.
Han virkede i en del år i Nyborg med boligen "Lystofte".
Senere flyttede han til Borgergade 144 i København.
Hans dødsår kendes ikke.
Fotos af Aage Jeppesen: På billederne ses han bl.a. sammen med hustruen Barbara Kirstine og deres søn Mogens.

## Udstillinger medens han boede i Nyborg

### De Fynske Forårsudstillinger
I 1929 deltog han i den første Fynske Forårsudstilling i Odense, som han var med til at starte.
Han udstillede også på de Fynske Forårsudstillinger i 1930 og 1931.

### Kunstnernes Efterårsudstillinger
Aage Jeppesen udstillede i 1929 første gang på Kunstnernes Efterårsudstilling i Den frie Udstillings Bygning. Aage Jeppesen udstillede efterfølgende jævnligt på Kunstnernes Efterårsudstilling i 1930, 1931, 1933, 1935, 1936, 1937 og 1938 . (Udstillingerne var censurerede, og de udstillede værker skulle således godkendes til optagelse på udstillingen. I 1933 deltog bl.a. Jens Søndergaard og Hans Scherfig i censuren, i 1935 bl.a. Hans Scherfig og Niels Lergaard. I 1936 var bl.a. Christine Swane og Niels Lergaard med og i 1937 bl.a. Christine Swane og Rich. S Mortensen og i 1938 fx Egill Jacobsen.)

### Udstilling i den lille Klostersal i Odense
Han udstillede i Odense i den lille klostersal, hvor anmelderen H.M. omtalte ham som "en talentfuld og alvorligt arbejdende kunstner". Om flere af billederne anførtes, "at de var malet med en udmærket følelse for farvernes velklang og fylde".
En anden anmelder skrev: "Der er i adskillige billeder en sund og smuk følelse for farverne og deres sammenklang, og helt igennem lover den lille udstilling godt for en rolig og sikker udvikling af den unge malers uomtvistelige talent."

### Udstilling sammen med hans far
Aage Jeppesens far, Jacques Jeppesen, var også Nyborg-maler, og sammen udstillede de i den lille Klostersal i Odense. Her skrev anmelderen H.M., at "man føler virkelig personlighed hos begge malerne". Om Jacques Jeppesen skrev han, at et billede "ejede en virkelig dybfølt stemning og åbenbarer et fint blik for farvens stoflige velklang", og det var "en både stærk og personlighedspræget kunst. Om Aage Jeppesen skrev denne anmelder i forbindelse med den fælles udstilling: "Aage Jeppesen ser mere stort på formen. Hvor hans billeder er bedst virker de ved deres rumfølelse og den stemning, denne kan give. Det kan knibe med den stoflige redegørelse i træer og lign., men motiverne er bestandig set med et udmærket blik for helhedsvirkningen."

### Fællesudstilling med Hans Eriksen
Sammen med en anden maler fra Nyborg, Hans Eriksen, udstillede Aage Jeppesen i Kunstbygningens store sal i Odense. Her skrev anmelderen E.B.: " Et af hans fortrin som maler er hans evne til at forme sine ting så smukt og stærkt. Lige meget om det er en opstilling, han beskæftiger sig med eller det er et portræt, så virker det plastisk. Man kommer bagom han motiver. Samme styrke træffer man i hans landskabsbilleder, hvor han med kønne, friske og livlige farver fortæller om naturen med glæde og forståelse. Der er glød i hans billeder fra den tidlige morgen, dugfrisk højtidsstemning, han gerne overfører til lærredet. De fleste af hans billeder er fra Nyborgs omegn, men mange har han hentet under et sommerophold på Lyø. Han er en djærv og talentfuld maler."

### Udstilling i Nyborg
Efter en del år i Nyborg udstillede han hos V. Schønemann i Nyborg. Her blev han i en anmeldelse omtalt som "en særpræget kunstner, moderne, men på en overordentlig tiltalende måde; han er ikke kræsen i sit motivvalg, han viger ikke tilbage for at male helt uden skygge; uden at billedet dog af den grund bliver fladt. Bedst synes vi dog om hans landskaber i tindrende sol. Af disse omfatter udstillingen en række farve- og stemningsmættede billeder fra Østfyn, Dyreborg og Lyø." Anmelderen J.V. skrev i forbindelse med denne udstilling bl.a.: "Han forstår ud fra et naturalistisk motiv at komponere et billede, så det bliver skønt i farver og linjer og fast og sluttet i formen, og har man først fået øjnene op for skønheden i hans kunst, var det vel ikke umuligt, at der både offentligt og privat i fremtiden kunde gives ham større chancer end hidtil til at udfolde sine evner i den by, han tilhører. Et maleri af Aage Jeppesen på væggen vil være til daglig glæde, og hans priser er endnu beskedne. Men i hvert fald bør man ikke nægte sig den glæde, at se hans udstilling."

### Spaniensudstillingen
Sammen med mange andre kunstnere deltog Aage Jeppesen i Danske Kunstneres Spaniens-Udstilling, der blev afholdt i solidaritet med kampen mod Franco under den spanske borgerkrig.

## Efter flytningen til København
Efter mange år på Lystofte i Nyborg flyttede han til København med bolig i Borgergade 144. Efter han var flyttet til København, udstillede han også som gæst hos Efterårsmalerne af 1932 i Odense, hvor anmelderen B.B.E. nævnte hans smukke farver, et lyrisk betonet talent og sans for humor.

### Udstillingen hos Jørgen Haslund
I København udstillede han bl.a. hos Jørgen Haslund i Vingaardsstræde. En anmelder skrev: " Der er maleglæde og et tiltalende naturligt åbent syn på tingene i Aage Jeppesens maleri. Farven kan være noget udifferentieret, men fladevirkningen er behagelig, f.eks. I et par bornholmer-billeder." Anmelderen J.Z. skrev: "Man hæfter sig ved et par opstillinger med fast komposition. I "Klerkegade, morgen" er rumfornemmelsen fint udbygget gennem smukt sammenarbejdede, hele fladevirkninger. Men her som i andre af hans billeder kan der være noget tørt, ligesom bortsuget ved farven, hvad der hæmmer helhedsindtrykket. Aage Jeppesen arbejder alvorligt med en forenklet malerisk udtryksmåde, men undertiden kan forenklingen virke som en spændetrøje for motivet, hvis indre betydning ikke helt formår at trænge igennem skemaet. Mellem de friere maleriske udformninger er den blåt tonende "Udsigt fra mit atelier og "Evighedsblomster"". En anden anmelder skrev, "at han arbejder bedst i store træk. Både i landskab, interiør og opstilling nærmer han sig en forenklet form. Uden at ville være nogen Lundstrøm kan han i sine opstillinger, der huskes fra Kunstnernes Efterårsudstilling, nærme sig denne malers klare og faste form med kande og citron i stort format. I disse billeder og i billedet af den hvide hyacint i sin urtepotte har han foreløbig ydet sit bedste. Men også blomsterbuketten med en farveholdning, der bringer Ejnar Nielsen i erindring, er et smukt arbejde; og i Interieuret fra pottermagerværkstedet er der et mildt sølvagtigt lys."

### Klyngen
I 1950 deltog han i udstillingen Klyngen på Charlottenborg.

## Billeder
Eksempler på Aage Jeppesens billeder er vist til højre.